# Virtua Cop
Virtua Cop (яп. バーチャコップ Ба:тя Коппу, североамериканское издание для операционной системы Windows также известно как Virtua Squad) — аркадный рельсовый шутер от первого лица, созданный Sega AM2 и известным дизайнером Ю Судзуки. Изначально игра была выпущена на аркадных автоматах Sega Model 2, в 1994 году, но благодаря высокой популярности проект был портирован на Sega Saturn и Microsoft Windows. Позже игра вошла в сборник под названием Virtua Cop: Elite Edition (Virtua Cop Rebirth в Японии), изданный в Японии и Европе для консоли PlayStation 2. Он включал в себя галерею и поддержку светового пистолета от Namco G-Con. В 2004 году разработчиками планировался релиз порта для портативной консоли Nokia N-Gage, но он был отменён из-за плохого качества.
Virtua Cop имеет два сиквела: Virtua Cop 2 и Virtua Cop 3. Название игры происходит от графического стиля, который ранее был использован в Virtua Fighter, Virtua Striker и Virtua Racing.

## Сюжет
В процессе расследования дела о незаконной торговле оружием, полиция вышла на мощный преступный синдикат "E.V.L. Inc". Собранных доказательств оказалось достаточно, чтобы провести серию громких арестов, но внедрённого агента раскрыли и он был убит. Основную часть собранных улик бандитам удалось уничтожить, однако часть информации детектив успел передать своим коллегам. Теперь полицейские Майкл Харди и Джеймс Кул должны уничтожить преступный синдикат и арестовать его главарей.

## Игровой процесс

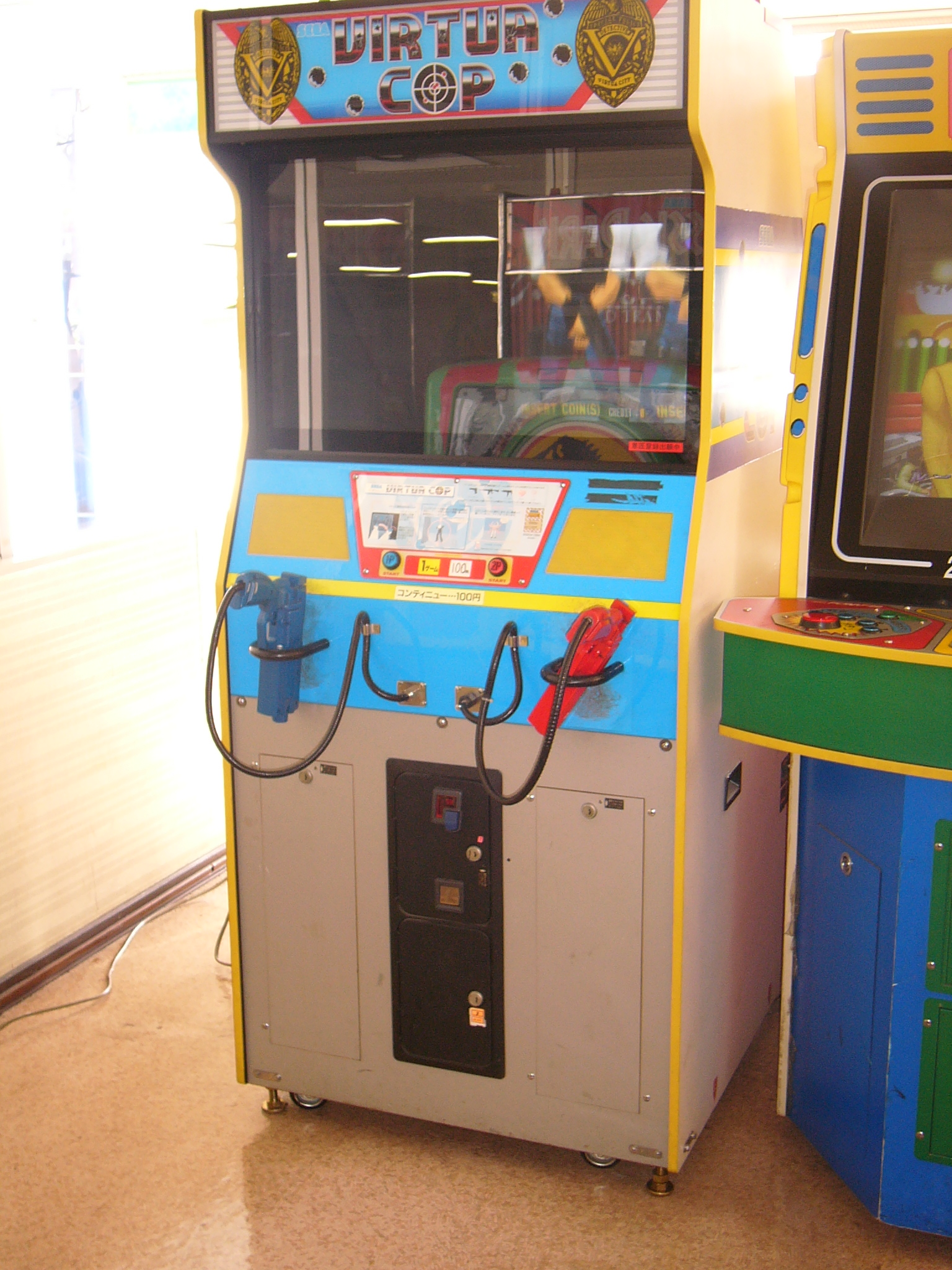
Аркадный автомат Virtua Cop

Игроки выступают в роли сотрудников полиции, и используют световой пистолет, чтобы стрелять в преступников для продвижения по игре. Когда полицейский стреляет в простых граждан, на него налагается штраф. По уровням разбросаны бонусы, которые предоставляют героям оружие или жизнь. Оружие теряется, если игрока ударили, но не теряется из-за стрельбы в обычных людей. Главным отличием Virtua Cop от других шутеров является использование полигональной трёхмерной графики, которая впоследствии будет использоваться в The House of the Dead и Time Crisis. Игра также примечательна тем, что она является одной из первых игр, которые позволяют игроку стрелять через стекло.

## Восприятие
| Сводный рейтинг | Сводный рейтинг |
| Агрегатор       | Оценка          |
| --------------- | --------------- |
| GameRankings    | 58,33 %         |

Игра получила хорошие отзывы от критиков. Shin Force оценил игру в 8,9 баллов из 10 возможных, заявив, что любители шутеров не должны пропустить эту игру. Electric Playground оценил Virtua Cop в 9,5 балла.
Virtua Cop оказал большое влияние на жанр. Когда игра была выпущена в 1994 году, она открыла для разработчиков шутеров новый способ использования трёхмерных полигонов. Последующие игры, такие как Time Crisis, The House of the Dead, заимствуют игровой процесс из Virtua Cop.
Virtua Cop также произвела сильное влияние на разработчиков игры GoldenEye 007, который первоначально был задуман как рельсовый шутер с световым пистолетом, схожем на Virtua Cop, прежде чем игра стала шутером от первого лица. По словам создателя Мартина Холлиса, игра была наполнена действием и получилась очень активной, с очень нечастыми паузами.
Помимо выхода двух продолжений игры, мини-игра, основанная на Virtua Cop, появляется в Sega Superstars Tennis, где с помощью Wii Remote нужно стрелять в бандитов. Тем не менее, игра упоминается как Virtua Squad.